# تشتشوویتسه
تشتشوویتسه (به چکی: Čečovice) یک منطقهٔ مسکونی در جمهوری چک است که در ناحیه دوماژلیتسه واقع شده‌است. تشتشوویتسه ۴٫۵۴ کیلومتر مربع مساحت و ۷۶ نفر جمعیت دارد.